# علی‌آباد، بیلاگان
علی‌آباد (به لاتین: Aliabad) یک منطقهٔ مسکونی در جمهوری آذربایجان است که در شهرستان بیلقان واقع شده‌است.